# すべりねじ

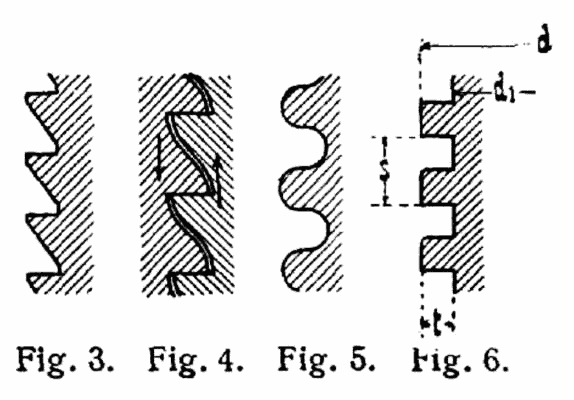
リードスクリューに使われている3種類のねじ山ː
3 & 4: のこ歯ねじ
5: 丸ねじ6: 四角ねじ

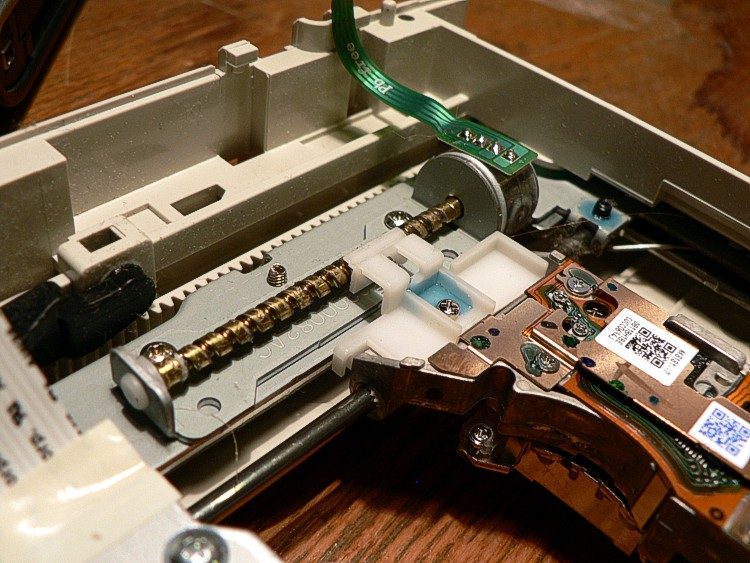
DVDドライブに使われている すべりねじとステッピングモーター

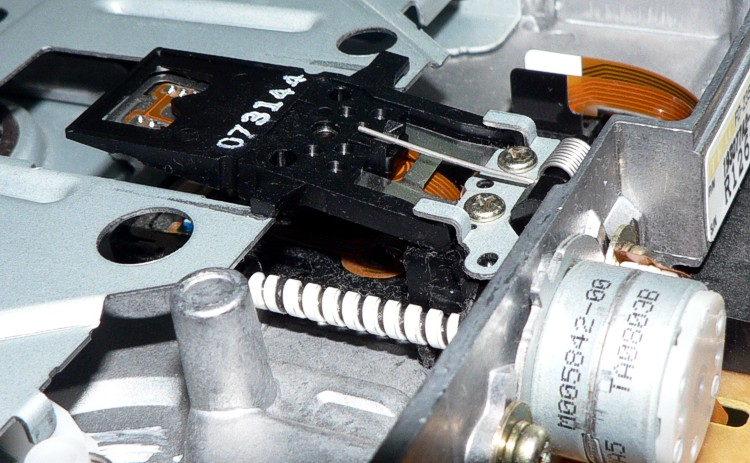
フロッピードライブに使われている すべりねじとステッピングモーター

すべりねじ（送りねじ、駆動ねじとも言う）(英 ː leadscrew , lead screw, power screw , translation screw )  回転運動を線形運動に変換するリンク機構 として使われるねじである。おねじ、めねじの間の摺動接触面積が大きいため、ねじ山は他のリンク機構に比べて摩擦エネルギー損失が大きい。これらは通常、高出力を伝達するために使用されるのではなく、低出力のアクチュエータおよび位置決め機構として断続的に使用される。すべりねじは、リニアアクチュエータ、スライド機構 (工作機械など)、万力、プレス機械、およびジャッキなどで使われている。 すべりねじは電動リニア アクチュエーターとして一般的である。

## 種類
すべりねじは、ねじ山の形状によって分類される。

### 三角ねじ
三角ネジは、ネジ間の摩擦が大きいため、 ACMEなどの他のネジよりもすべりねじに適していない。このねじ山は摩擦を引き起こし、留め具が緩まないよう締結するために設計されている。一方、すべりねじは摩擦が小さいほうが適している。 したがって、ほとんどの用途では、すべりねじに三角ねじは採用されない。しかしながら超小型の旋盤やミルなどで使用されることがある。

### 四角ねじ
四角ねじは、その四角い形状にちなんで名付けられた。最も効率が高く、摩擦が最も少ないため、高出力を伝達するネジによく使用される。ただし、機械加工が最も難しく、したがって最も高価になる。

### ACMEねじ / 台形ねじ

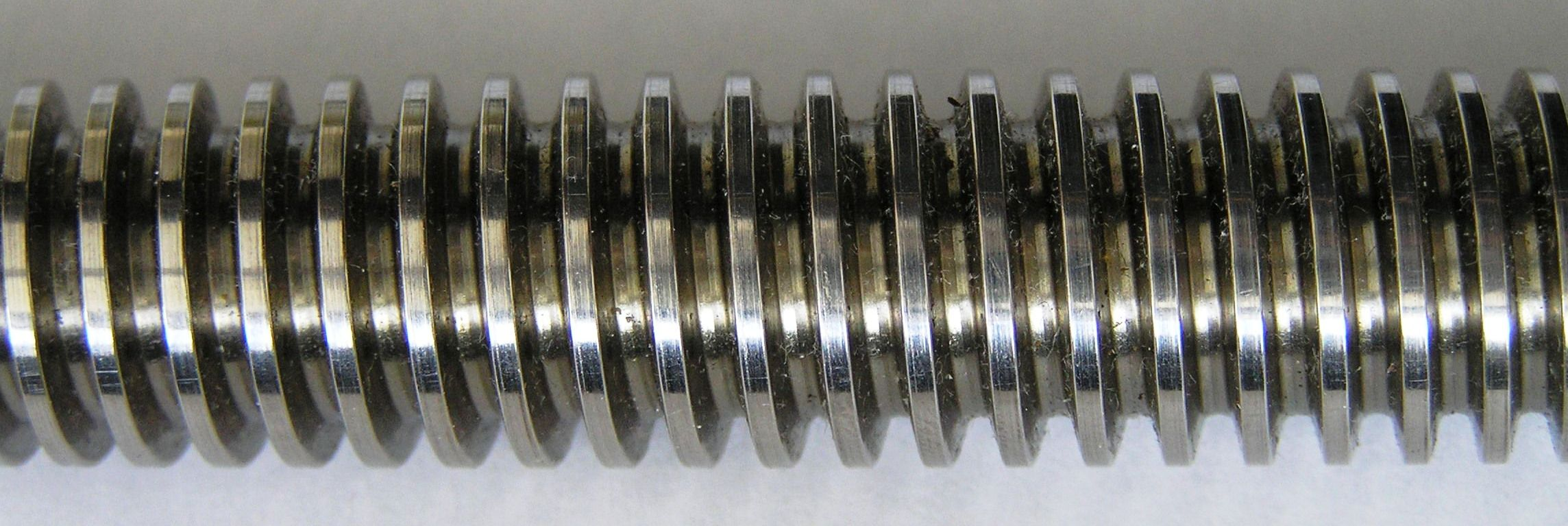
ACMEねじ

ACME ねじのねじ山の角度は29° で、四角ねじよりも加工が容易である。ただし、ねじ山の角度によって生じる摩擦が増加するため、四角ねじほど機械効率は良くない。 一方で、ACMEねじは台形のねじ山形状により、一般的に角ねじよりも強度が高く、耐荷重能力が優れている。

### のこ歯ねじ
のこ歯ねじはのこぎりの歯のような形状のねじ山になっている。これらは、ねじにかかる負荷が一方向にのみかかる場合に使用される。これらの用途では四角ねじと同じくらい効率的で、それでいて製造がより簡単である。

## 利点と欠点
すべりねじには以下のような利点がある:
- 大きな耐荷重能力
- コンパクト
- 単純さ、部品数が少ない
- 製造が容易
- 精密かつ正確な直線運動
- スムーズで静かな動作
- 低メンテナンスコスト
- 最小限の部品数

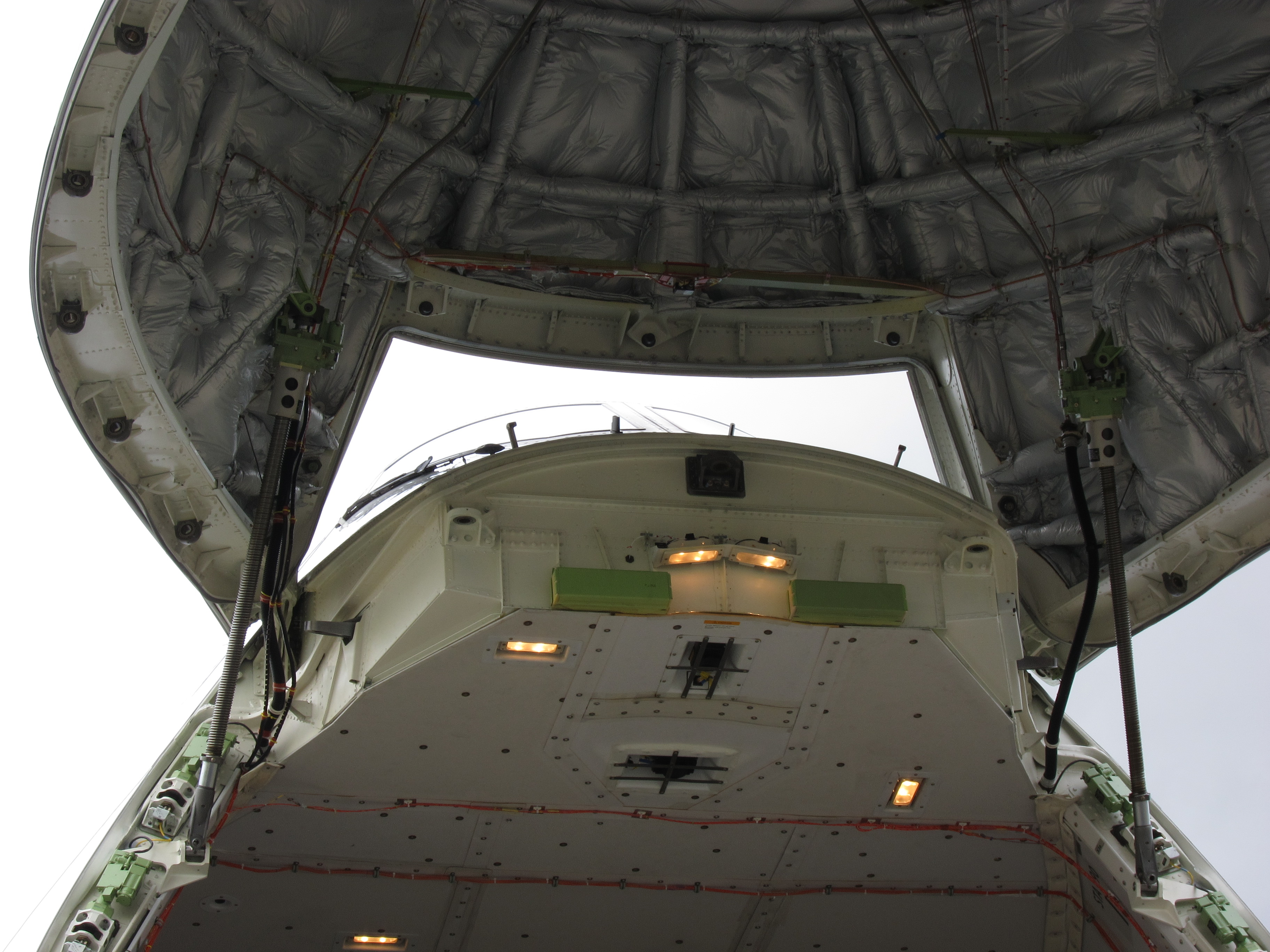
ボーイング 747-8F貨物機の前部ドアの昇降にすべりねじが使われている。

- ほとんどの場合でセルフロック（逆作動ː直線運動を回転運動に変換することは出来ない）

最大の欠点は、機械効率がとても悪いことである。効率が低いため、連続して高出力の運動を伝達することが出来ない。ねじ山にかかる摩擦が大きいため、ねじ山がすぐに摩耗してしまう恐れがある。

## 代替
すべりねじの代替手段には次のものが考えられる。
- ボールねじとローラーねじ、静圧ねじ（すべりねじの一種とみなされることもある）
- 油圧
- 歯車機構 (ウォームギア, ラック・アンド・ピニオン など)
- 電磁アクチュエータ (ソレノイド、リニアモーター)
- 圧電素子